# أليخاندرو فليت
أليخاندرو فليت (بالإنجليزية: Alex Flett)‏ هو لاعب كرة قدم بريطاني، ولد في 20 سبتمبر 1992 في غريمسبي ‏ في المملكة المتحدة. لعب مع برادفورد سيتي.

## وصلات خارجية
- أليخاندرو فليت على موقع قاعدة بيانات كرة القدم.إي يو (الإنجليزية)